# Supply-Chain Council
Das Supply-Chain Council (SCC) ist eine unabhängige, nicht-gewinnorientierte Organisation, die sich der Entwicklung des Supply Chain Operation Reference-Modells angenommen hat.
Das Supply-Chain Council wurde 1996 von Pittiglio Rabin Todd & McGrath (PRTM) and AMR Research, zwei Unternehmensberatungen aus Boston, gegründet. Anfangs bestand das SCC aus 69 Mitgliedern, mittlerweile beläuft sich diese Zahl auf über 1000 Mitglieder. Dies sind meist Unternehmen aus den verschiedensten Branchen und Stufen der Wertschöpfungskette. Der Fokus liegt auf den Erfahrungen aus der Praxis, trotzdem befinden sich auch wissenschaftliche Mitglieder, wie Universitäten, darunter.
Das Ziel des Supply-Chain Councils liegt vor allem in der effizienten Handhabung der Wertschöpfungskette. So soll das selbst entwickelte und standardisierte SCOR-Modell bei Unternehmen im Supply-Chain-Management eine Effizienzsteigerung bewirken.
2014 fusionierte der Supply-Chain Council mit der APICS unter dem neuen Namen APICS Supply-Chain Council (APICS SCC). Die beiden Organisationen hatten schon längere Zeit kooperiert.